# Elena Kruchinkina
Elena Kruchinkina (en biélorusse : Алена Кручынкіна), née le 28 mars 1995 à Smolny en Mordovie (république russe), est une biathlète biélorusse d'origine russe.

## Biographie
Elle prend part à sa première compétition internationale avec l'équipe de Russie en 2014. Elle court avec l'équipe nationale jusqu'en 2016, mais n'est plus retenue par la suite.
Pour la saison 2018-2019, elle rejoint les rangs de l'équipe nationale biélorusse.
Elle fait ses débuts en Coupe du monde en janvier 2019 à Ruhpolding, y marquant ses premiers points avec une 23e place au sprint. Plus tard dans l'hiver, elle reçoit sa première sélection pour les Championnats du monde à Östersund.
Aux Championnats d'Europe 2020, elle remporte la médaille d'or sur la poursuite, après une remontée depuis la onzième place, obtenue au sprint.
Pour la deuxième étape de la saison 2020-2021, elle s'immisce pour la première fois dans le top dix (septième du sprint d'Hochfilzen).
Elle est gauchère. Sa sœur jumelle Irina, est également membre de l'équipe biélorusse de biathlon.

## Palmarès

### Jeux olympiques
| Édition / Épreuve | Individuel | Sprint | Poursuite | Mass start | Relais | Relais mixte |
| ----------------- | ---------- | ------ | --------- | ---------- | ------ | ------------ |
| Pékin 2022        | 48e        | 70e    | —         | —          | 13e    | —            |

Légende :
- — : non disputée par Kruchinkina

### Championnats du monde
| Édition / Épreuve       | Individuel | Sprint | Poursuite | Mass start | Relais | Relais mixte | Relais mixte simple |
| ----------------------- | ---------- | ------ | --------- | ---------- | ------ | ------------ | ------------------- |
| Östersund 2019          | 46e        | 36e    | 44e       | —          | 11e    | 13e          | —                   |
| Antholz-Anterselva 2020 | 77e        | 49e    | LAP       | —          | 13e    | 12e          | —                   |
| Pokljuka 2021           | 26e        | 49e    | 49e       | —          | 4e     | 14e          | —                   |

Légende :
- — : non disputée par Kruchinkina

### Coupe du monde
- Meilleur classement général : 49e en 2020.
- Meilleur résultat individuel : 7e
- 3 podiums en relais : 3 deuxièmes places.

 Dernière mise à jour le 5 décembre 2021. 

#### Classements en Coupe du monde
| Saison    | Individuel | Individuel | Sprint | Sprint   | Poursuite | Poursuite | Mass start | Mass start | Général | Général  |
| Saison    | Points     | Position   | Points | Position | Points    | Position  | Points     | Position   | Points  | Position |
| --------- | ---------- | ---------- | ------ | -------- | --------- | --------- | ---------- | ---------- | ------- | -------- |
| 2018-2019 | -          | nc         | 50     | 52e      | 14        | 68e       |            |            | 64      | 65e      |
| 2019-2020 | 5          | 62e        | 66     | 42e      | 25        | 50e       |            |            | 96      | 49e      |
| 2020-2021 | 40         | 29e        | 113    | 28e      | 102       | 27e       | 20         | 42e        | 275     | 30e      |

### Championnats d'Europe
- Médaille d'or de la poursuite en 2020 à Minsk.